# Chahab (Afghanistan)
Pour les articles homonymes, voir Chahab.
 (décembre 2019).
Si vous disposez d'ouvrages ou d'articles de référence ou si vous connaissez des sites web de qualité traitant du thème abordé ici, merci de compléter l'article en donnant les références utiles à sa vérifiabilité et en les liant à la section « Notes et références ».
Chahab est une ville d’Afghanistan de plus de 20 000 habitants. Son code postal est 3755. Elle fait partie de la province de Takhar.